# Pseudophoxinus handlirschi
Espèce
Synonymes
- Acanthorutilus handlirschi Pietschmann, 1933[2] [3]
- Oreoleuciscus handlirschi (Pietschmann, 1933)[2] [3]
- Phoxinellus handlirschi (Pietschmann, 1933)[2] [3]

Statut de conservation UICN

 EX  : Éteint
Pseudophoxinus handlirschi (Handlirsch’s minnow ou Eğirdir minnow en anglais) est une espèce de poisson d'eau douce éteinte de la famille des Cyprinidae.

## Répartition
Pseudophoxinus handlirschi était endémique du lac d'Eğirdir en Turquie. Son extinction serait due à l'introduction du sandre dans le lac. Aucun individu n'a été retrouvé depuis les années 1980 et ce en dépit de plusieurs travaux de recherche. Cette espèce est donc considérée comme éteinte par l'UICN.

## Description
La taille maximale connue pour Pseudophoxinus handlirschi était de 120 mm.

## Taxonomie
Certaines références considèrent cette espèce comme synonyme de Acanthorutilus handlirschi.

## Étymologie
Son nom spécifique, handlirschi, lui a été donné en l'honneur de Anton Handlirsch (1865-1935), collègue de Viktor Pietschmann, auteur de l'espèce.

## Publication originale
- Pietschmann, 1933 : Drei neue Fischarten (Cypriniden) aus Kleinasien. Anzeiger der Kaiserlichen Akademie der Wissenschaften, Wien, Mathematisch-Naturwissenschaftliche Classe, vol. 70, p. 21-23[6].